# Bartolomé Seguí
Bartolomé Seguí (Palma di Maiorca, 28 maggio 1962) è un fumettista spagnolo.

## Biografia
Bartolomé Seguí è un disegnatore e sceneggiatore spagnolo di fumetti. Dal 2017 illustra la riduzione a fumetti di alcune opere di Manuel Vázquez Montalbán aventi come protagonista Pepe Carvalho, sceneggiate da Hernán Migoya.

## Opere
In Italia sono stati pubblicati:

### Fumetti
- Storie del barrio - (illustratore) Històries del barri (Tunué 2016) 9788867902071
- Serpenti ciechi - (soggetto e sceneggiatura) Les serpentes aveugles, (Tunué 2017) ISBN 978-88-6790-248-4
- Carvalho. Tatuaggio - (disegni, colori e copertina) Carvalho Tatuaje, (Tunué 2018) ISBN 978-88-6790-307-8